# Ceratobates fornesiae
Ceratobates fornesiae är en kvalsterart som beskrevs av Pérez-Íñigo och Baggio 1985. Ceratobates fornesiae ingår i släktet Ceratobates och familjen Austrachipteriidae. Inga underarter finns listade i Catalogue of Life.